# Jambalaya (album)
Pour les articles homonymes, voir Jambalaya (homonymie).
Albums de Eddy Mitchell
Frenchy Tour
(2004) Jambalaya Tour
(2007)
Jambalaya est le trente deuxième album d'Eddy Mitchell, il sort le 23 octobre 2006, sur le label Polydor.

## Histoire

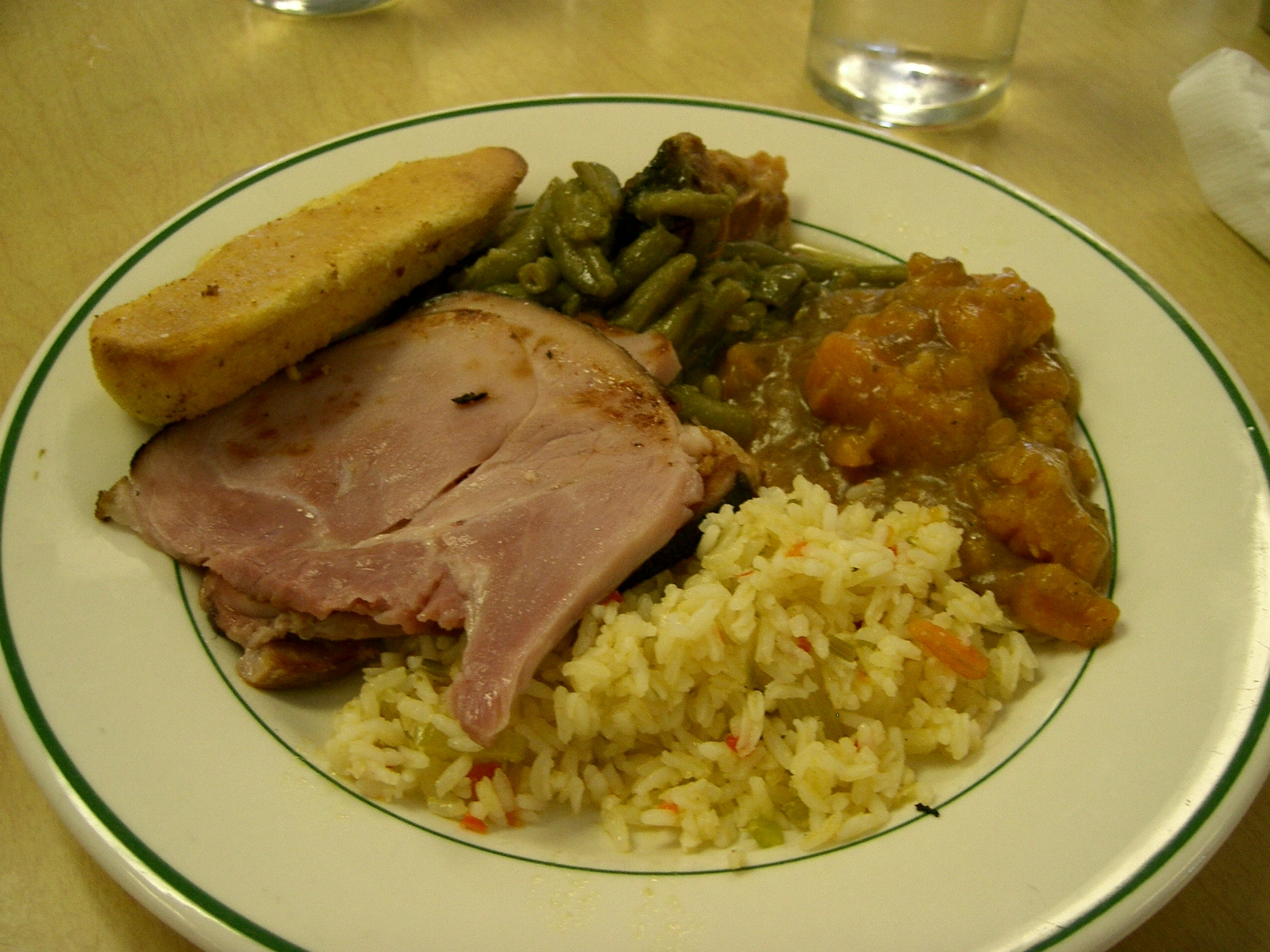
Le titre de l'album fait référence au Jambalaya, un plat cajun.

L'album, réalisé par Pierre Papadiamandis et Philippe Rault, est enregistré à Los Angeles. il a pour cadre La Nouvelle-Orléans aux sonorités marquées par la musique cadienne et country rock, notamment avec les deux titres qui ouvrent et ferment l'album : Ma Nouvelle-Orléans et Jambalaya (reprise de Jambalaya (On the Bayou) de Hank Williams).
Johnny Hallyday, Little Richard, Dr. John (piano sur Ma Nouvelle Orléans), Jean-Jacques Milteau (harmonica sur Y'a un bon dieu) et Beverly Jo Scott (seconde voix sur Comme la planète), participent au disque.
Johnny Hallyday chante en duo avec Eddy Mitchell sur On veut des légendes et Little Richard se joint à eux pour un trio sur Somethin' Else/Elle est terrible, reprise du standard d'Eddie Cochran et de l'adaptation (en 1962), d'Hallyday.
La pochette de l'album reproduit le tableau The Ballad of the Jealous Lover of Lone Green Valley (1934), de Thomas Hart Benton.

## Liste des titres
| No  | Titre                                                                     | Auteur                                               | Durée |
| --- | ------------------------------------------------------------------------- | ---------------------------------------------------- | ----- |
| 1.  | Ma Nouvelle-Orléans                                                       | Claude Moine - Pierre Papadiamandis                  | 3:47  |
| 2.  | Le Seul Survivant                                                         | Claude Moine - Jean-Philippe Nataf                   | 3:56  |
| 3.  | Comme la planète                                                          | Claude Moine - Pierre Papadiamandis                  | 4:34  |
| 4.  | Ça l'fait                                                                 | Claude Moine - Michel Amsellem                       | 4:11  |
| 5.  | Les Caresses                                                              | Claude Moine - Pierre Papadiamandis                  | 4:26  |
| 6.  | On veut des légendes (avec Johnny Hallyday)                               | Claude Moine - Pierre Papadiamandis                  | 4:29  |
| 7.  | L'Arche de Noë revisitée                                                  | Claude Moine - Pierre Papadiamandis                  | 3:51  |
| 8.  | Paloma dort                                                               | Marie Nimier et Thierry Illouz - Art Mengo           | 4:43  |
| 9.  | L'amour se trouve au coin d'la rue                                        | Claude Moine - Henri Salvador                        | 2:57  |
| 10. | Y'a un bon dieu                                                           | Claude Moine - Henri Salvador                        | 3:34  |
| 11. | Excusez votre honneur                                                     | Claude Moine - Pierre Papadiamandis                  | 3:55  |
| 12. | Je ne t'en veux pas                                                       | Claude Moine - Pierre Papadiamandis                  | 4:19  |
| 13. | Elle est terrible-Somethin' Else (avec Johnny Hallyday et Little Richard) | Bob Cochran - Sharon Sheeley - adaptation Jil et Jan | 3:00  |
| 14. | Jambalaya                                                                 | Hank Williams                                        | 5:04  |

## Personnel

### Musiciens
- The Jack Shit pour les titres 7, 12 et 14.
- I see Hawks in L.A pour les autres titres.